# Barrô (Águeda)

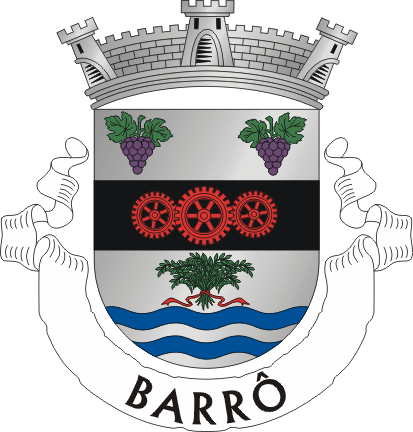
Das Wappen der ehemaligen Freguesia

Barrô ist ein Dorf und eine ehemalige Gemeinde (Freguesia) im portugiesischen Kreis Águeda.
In der Freguesia Barrô lebten 1841 Einwohner (Stand 30. Juni 2011) auf einer Fläche von 6,5 km².
Am 29. September 2013 wurden die Freguesias Barrô und Aguada de Baixo zur neuen Freguesia União das Freguesias de Barrô e Aguada de Baixo zusammengefasst. Barrô ist Sitz dieser neu gebildeten Freguesia.